# José Mauricio Vélez García

Wappen von José Mauricio Vélez García

José Mauricio Vélez García (* 17. Juni 1964 in Medellín, Kolumbien) ist ein kolumbianischer Geistlicher und römisch-katholischer Weihbischof in Medellín.

## Leben
José Mauricio Vélez García empfing am 5. Dezember 1992 das Sakrament der Priesterweihe.
Papst Franziskus ernannte ihn am 17. Januar 2017 zum Titularbischof von Lapda und zum Weihbischof in Medellín. Der Erzbischof von Medellín, Ricardo Tobón, spendete ihm am 25. Februar desselben Jahres die Bischofsweihe; Mitkonsekratoren waren die Weihbischöfe Elkin Fernando Álvarez Botero und Edgar Aristizábal Quintero aus Medellín.